# Dimityr Kuzmanow
Dimityr Kuzmanow, bułg. Димитър Кузманов (ur. 28 lipca 1993 w Płowdiwie) – bułgarski tenisista, reprezentant kraju w rozgrywkach Pucharu Davisa.

## Kariera tenisowa
W karierze zwyciężył w jednym singlowym turnieju cyklu ATP Challenger Tour. Ponadto wygrał dwadzieścia singlowych oraz sześć deblowych turniejów rangi ITF.
W rankingu gry pojedynczej najwyżej był na 159. miejscu (29 sierpnia 2022), a w klasyfikacji gry podwójnej na 438. pozycji (1 kwietnia 2019).

### Zwycięstwa w turniejach ATP Challenger Tour

#### Gra pojedyncza
| Końcowy wynik | Nr | Data                 | Turniej   | Nawierzchnia | Przeciwnik  | Wynik finału |
| ------------- | -- | -------------------- | --------- | ------------ | ----------- | ------------ |
| Zwycięzca     | 1. | 10 października 2021 | Barcelona | Ceglana      | Hugo Gaston | 6:3, 6:0     |